# Press Club de France
 (juin 2025).
L'article doit être relu — et modifié si nécessaire — par des contributeurs indépendants pour apporter un regard critique aux contributions effectuées en violation des conditions d'utilisation de Wikipédia, tant sur la forme (notamment concernant le style encyclopédique, la proportionnalité) que sur le fond (la neutralité de point de vue, la qualité et l'indépendance des sources).
Le Press Club de France, créé en 1986, se veut un lieu pour tous ceux qui ont pour passion l'information ou la communication[Interprétation personnelle ?]. Il décerne tous les ans les Prix Press Club, Humour et Politique. 
Il relaie sur sa chaîne Press Club de France Tv sur YouTube une partie de ses débats.
Il a créé en 1989  la Fédération Européenne des Press Clubs dont il assure le secrétariat général. 

## Historique
En 1981, un premier Club de la Presse est créé et inauguré à Paris, en France, où les journalistes disposent d'un étage pour travailler et se détendre. Parmi les quatre fondateurs de ce club, il y a Jean-Claude Bourret, présentateur du 20 h de TF1 le week-end. Mais, fort mal géré par des non-professionnels, trois ans plus tard, le Club de la Presse de Paris est en faillite.
Jean-Claude Bourret fait appel au groupe Accor qui accompagne financièrement la création du nouveau Press Club de France en mettant à sa disposition des locaux avenue d'Iéna à Paris. Emmanuel de La Taille alors journaliste à TF1 prend la présidence de ce nouveau Club qui ouvre ses portes en juin 1986.

## Présidents
- 1986 – 1996 : Emmanuel de La Taille - TF1
- 1996 – 1997 : Élise Lucet - France 3
- 1997 – 2000 : Thierry Guerrier - TF1
- 2000 – 2001 : Christian Malard - France 3[1]
- 2001 – 2004 : Bernard de La Villardière - M6
- 2004 – 2007 : André Bercoff
- 2007 – 2009 : Olivier Galzi - France 2
- 2009 – 2011 : Bernard de La Villardière - M6
- 2011 – 2015 : Olivier Galzi - I-Télé
- 2015 - 2019 : Nelson Monfort - France Télévisions

- 2019 - 2023 : Olivier de Lagarde - France Info[2]
- Depuis 2023 : Bernard de La Villardière - M6